# Georg Wegner
Georg „Nucki“ Wegner (* 23. Februar 1943; † 15. Januar 2017) war ein deutscher Rechtsanwalt, Notar und Handballspieler.

## Werdegang
Georg Wegner wuchs im Kieler Stadtteil Winterbek auf und war seit 1955 Mitglied des THW Kiel. Ab 1961 spielte der Kreisläufer in der ersten Mannschaft der Zebras, mit der die Deutsche Handballmeisterschaft 1962 und die Deutsche Handballmeisterschaft 1963 gewann. 1971 beendete er wegen seines Jurastudiums seine Spielerlaufbahn. 1972 wurde er von der Christian-Albrechts-Universität zu Kiel zum Dr. iur. promoviert. Ab 1973 war er als Rechtsanwalt tätig. Daneben hatte er beim THW die Tennisabteilung mit aufgebaut und wirkte entscheidend bei der, aufgrund der Professionalisierung des Handballsports erforderlichen, Ausgliederung der Handball-Bundesliga-Mannschaft aus dem Gesamtverein in die THW Kiel Handball-Bundesliga GmbH & Co. KG mit, deren Mitgesellschafter er seitdem war.